# Затесы
Затесы — деревня в Руднянском районе Смоленской области России. Входит в состав Кругловского сельского поселения. Население — 18 жителей (2007 год).
Расположена в западной части области в 13 км к западу от Рудни, в 10 км южнее автодороги А141 Орёл — Витебск. В 9 км северо-восточнее деревни расположена железнодорожная станция О.п. 462-й км на линии Смоленск — Витебск.

## История
Фольварком Затесы (Могилёвская губерния, Оршанский уезд, Любавическая волость) в 1910 владел дворянин Владислав Бржезовский, католик [2]. В годы Великой Отечественной войны деревня была оккупирована гитлеровскими войсками в июле 1941 года, освобождена в октябре 1943 года.